# شهرداری میزکه
شهرداری میزکه (به اسپانیایی: Mizque Municipality) یک شهرداری در بولیوی است که در استان میزکه واقع شده‌است. شهرداری میزکه ۲۶٬۶۵۹ نفر جمعیت دارد.